# Jurij Morozow
Jurij Andriejewicz Morozow, ros. Юрий Андреевич Морозов (ur. 13 maja 1934 w Siniawinie w obwodzie leningradzkim; zm. 15 lutego 2005 w Petersburgu) – rosyjski piłkarz, grający na pozycji pomocnika, trener i działacz piłkarski, nauczyciel akademicki.

## Kariera piłkarska
Przez całą karierę zawodniczą związany był z drużynami leningradzkimi: Zenitem, FSzM, Admiraltiejcem oraz Dynamem. Występował w rozgrywkach radzieckiej ekstraklasy, grał w juniorskiej reprezentacji Leningradu.

## Kariera naukowa
W 1959 ukończył studia na Wydziale Fizyczno-Chemicznym Leningradzkiego Instytutu Technologicznego, a w 1964 studia w Leningradzkim Instytucie Kultury Fizycznej. W 1970 uzyskał stopień doktora nauk pedagogicznych. W latach 1967–1974 pracował jako starszy wykładowca i docent Katedry Piłki Nożnej i Hokeja w Leningradzkim Instytucie Kultury Fizycznej. Do pracy na uczelni powrócił w 1992 obejmując na trzy lata funkcję kierownika Katedry Piłki Nożnej i Hokeja.

## Kariera trenera i działacza
W latach 1974–1976 (z przerwami) wchodził w skład sztabu szkoleniowego reprezentacji ZSRR jako asystent Konstantina Bieskowa i Walerego Łobanowskiego. Z Łobanowskim jako selekcjonerem radzieckiej kadry współpracował również w latach 1983 i 1986–1990. W okresie jego pracy z drużyną ZSRR zdobyła ona brązowy medal Igrzysk Olimpijskich w Montrealu (1976) i Wicemistrzostwo Europy (1988). W 1983 Morozow zastępował Łobanowskiego na stanowisku pierwszego trenera kijowskiego Dynama. W ekstraklasie prowadził również CSKA Moskwa. Kilkakrotnie powracał do pracy z Zenitem. Po raz pierwszy w 1977, kiedy został p.o. pierwszego trenera. Rok później został pełnoprawnym szkoleniowcem leningradzkiego klubu, z którym w 1980 zdobył trzecie miejsce w Wyższej Lidze ZSRR. Po kilkuletniej przerwie poprowadził Zenit w sezonie 1991. W latach 1995–1997 pełnił w tym klubie funkcję dyrektora sportowego. Na początku 2000 był konsultantem trenera Anatolija Dawydowa, którego latem tego samego roku zastąpił na stanowisku głównego szkoleniowca Zenitu. W następnym sezonie doprowadził klub do trzeciego miejsca w lidze. W lipcu 2002 ustąpił z funkcji z powodu złego stanu zdrowia, obejmując jednocześnie rolę doradcy prezydenta klubu. W następnym roku prowadził petersburski zespół Pietrotriest.
W pierwszej połowie lat 90. pracował również za granicą, prowadząc kadry narodowe Iraku i Kuwejtu oraz klub FK Szardża w Zjednoczonych Emiratach Arabskich.
Zmarł 15 lutego 2005 w Petersburgu. Został pochowany na cmentarzu Siestrorieckim.

## Sukcesy i odznaczenia

### Sukcesy trenerskie
- brązowy medalista Mistrzostw ZSRR: 1980
- brązowy medalista Mistrzostw Rosji: 2001
- finalista Pucharu Rosji: 2002
- mistrz Pierwszej ligi ZSRR: 1986

### Odznaczenia
- tytuł Mistrza Sportu ZSRR:
- tytuł Zasłużonego Trenera ZSRR: 1989
- Order Przyjaźni: 1997
- Kandydat nauk pedagogicznych: 1970